# Paspalum plowmanii
Paspalum plowmanii är en gräsart som beskrevs av Osvaldo Morrone och Fernando Omar Zuloaga. Paspalum plowmanii ingår i släktet tvillinghirser, och familjen gräs. Inga underarter finns listade i Catalogue of Life.